# Pseudocollinella aquilifrons
Pseudocollinella aquilifrons är en tvåvingeart som beskrevs av Marshall 1993. Pseudocollinella aquilifrons ingår i släktet Pseudocollinella och familjen hoppflugor. Inga underarter finns listade i Catalogue of Life.